# Bruno Zita Mbanangoyé
Bruno Zita Mbanangoyé   (Port-Gentil, 15 de juliol de 1980) és un exfutbolista del Gabon de la dècada de 2000.
Fou internacional amb la selecció de futbol del Gabon.
Pel que fa a clubs, destacà a AS Djerba, ES Zarzis, Sivasspor i Dinamo Minsk.